# Unut
Unut, Wenut o Wenet, es una diosa serpiente egipcia prehistórica.
| wn · n | nw · t | I12 |

| wn · n | nw · t | I12 |

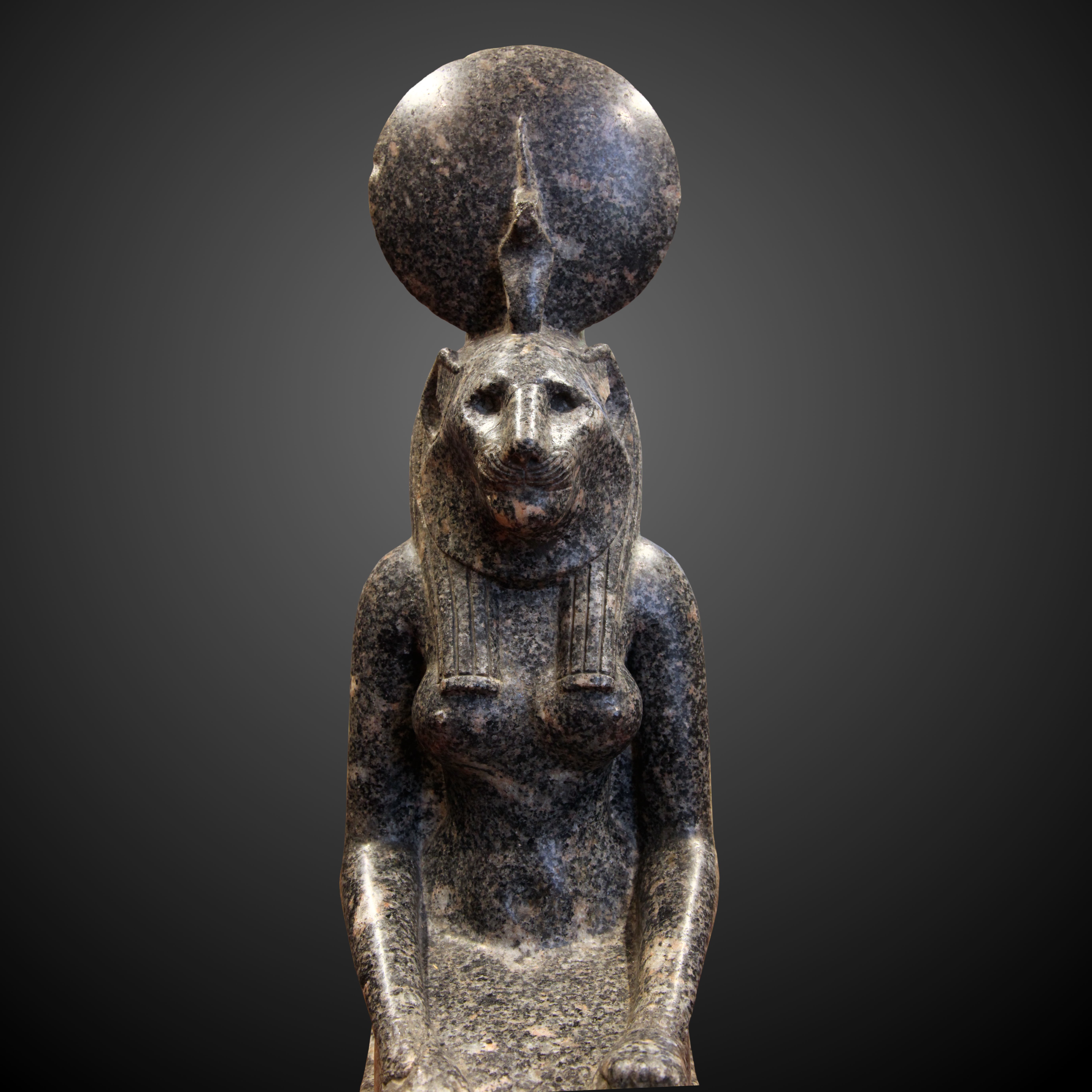
Estatua ptolemaica temprana que representa a Unut como una mujer con cabeza de león. En exhibición en el Museo del Louvre.

Originalmente, tenía la forma de una serpiente y se la llamaba "La Veloz". Su origen se remonta a la decimoquinta provincia del Alto Egipto y fue adorada con Tot en su capital, Hermópolis (en egipcio: Wenu). Más tarde fue representada con cuerpo de mujer y cabeza de liebre. Fue llevada al culto de Horus y más tarde de Ra.
Su nombre se puede representar con cinco jeroglíficos diferentes, pero rara vez aparece en la literatura e  inscripciones. Arqueólogos estadounidenses han encontrado una escultura excepcional de ella y es probablemente la única de su tipo encontrada hasta ahora. Su nombre fue llevado a la posición real más alta solo una vez en la larga historia de Egipto. Su compañero masculino es Wenenu, que a veces se consideraba una forma de Osiris o Ra.
El único rey que llevó su nombre era Unis.